# Benediction (film)
Benediction è un film del 2021 diretto da Terence Davies.
La pellicola ripercorre la vita del poeta Siegfried Sassoon dal ricovero forzato in un ospedale psichiatrico a causa delle sue posizioni contro la guerra alla crisi di fede e la conversione al cattolicesimo, passando per le relazioni clandestine con alcuni uomini durante la prima guerra mondiale.

## Produzione

### Sviluppo
Nel gennaio 2020 è stato annunciato che Terence Davies avrebbe scritto e diretto un film su Siegfried Sassoon, con Jack Lowden nel ruolo del protagonista. Due mesi dopo Peter Capaldi si è unito al cast nel ruolo di Sassoon da anziano, mentre nell'ottobre dello stesso anno è stata annunciata la partecipazione al film di Simon Russell Beale, Geraldine James, Kate Phillips, Gemma Jones, Anton Lesser, Jeremy Irvine, Ben Daniels, Lia Williams, Jude Akuwudike, Suzanne Bertish, Calam Lynch e Tom Blyth.

### Riprese
Le riprese principali sono iniziate l'8 settembre 2020 e sono terminate il 22 ottobre dello stesso anno.

## Promozione
Il primo trailer del film è stato pubblicato il 10 febbraio 2022.

## Distribuzione
Benediction ha avuto la sua prima in occasione del Toronto International Film Festival il 12 settembre 2021.
Successivamente il film è stato distribuito nelle sale britanniche a partire dal 20 maggio 2022 e in quelle statunitensi dal 3 giugno dello stesso anno.